# The Filson Historical Society
Le Filson Historical Society (à l'origine nommé Filson Club) est un organisme de préservation historique, fondé en 1884, situé dans la ville de Louisville dans le Kentucky. Il doit son nom à l'explorateur John Filson (en). 

## Historique

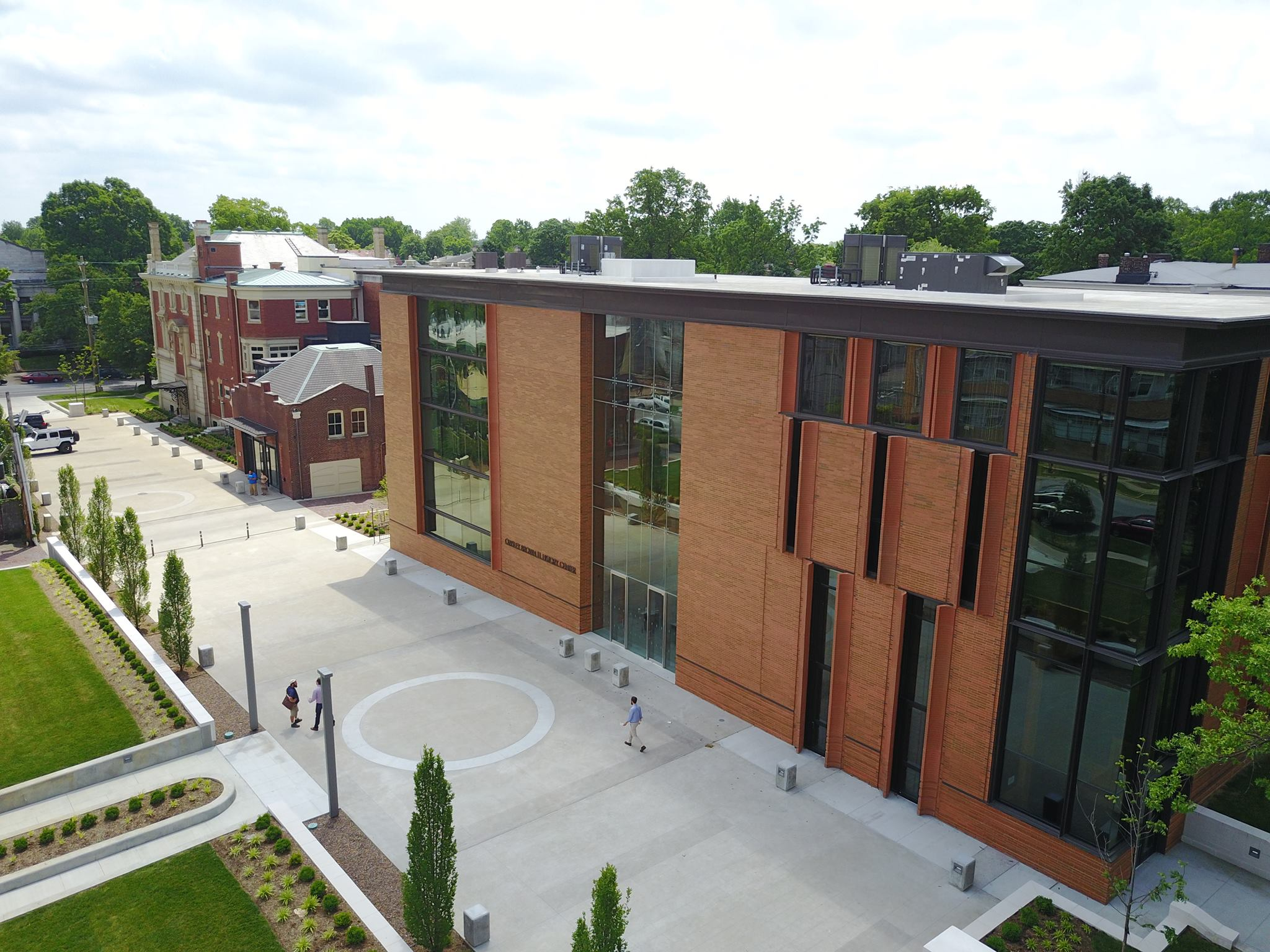
Le Owsley Brown II History Center

Le premier fondateur de la société fut le colonel Reuben T. Durrett. Après avoir terminé sa carrière, il se dévoua dans la préservation d'objets du Kentucky. Il s'agissait par exemple de manuscrits, de livres, des portraits, etc. En 1884, lui et neuf autres membres fondèrent l'organisme pour préserver des objets du Kentucky. En 1912, Durret vendit toute sa collection à l'université de Chicago.
Le Louisvillien R. C. Ballard Thruston, un autre collectionneur, était aussi intéressé par l'histoire du Kentucky. Il remplaça Durrett à la tête de l'organisation et essaya de faire renaître celle-ci. Après sa mort en 1946, l'organisation était devenue importante et été gérée par de nombreuses personnes. Depuis 1946, l'organisation a amassé une collection de 1,5 million de manuscrits et de 50 000 livres parfois anciens. Elle possède également une importante collection de portraits et d'objets du Kentucky. Le public peut avoir accès à tous ces documents pour y trouver des informations.
Le bâtiment, situé depuis 1986 dans le quartier de Old Louisville, abrite un petit musée et des livres très anciens.